# Sítina Gerardova

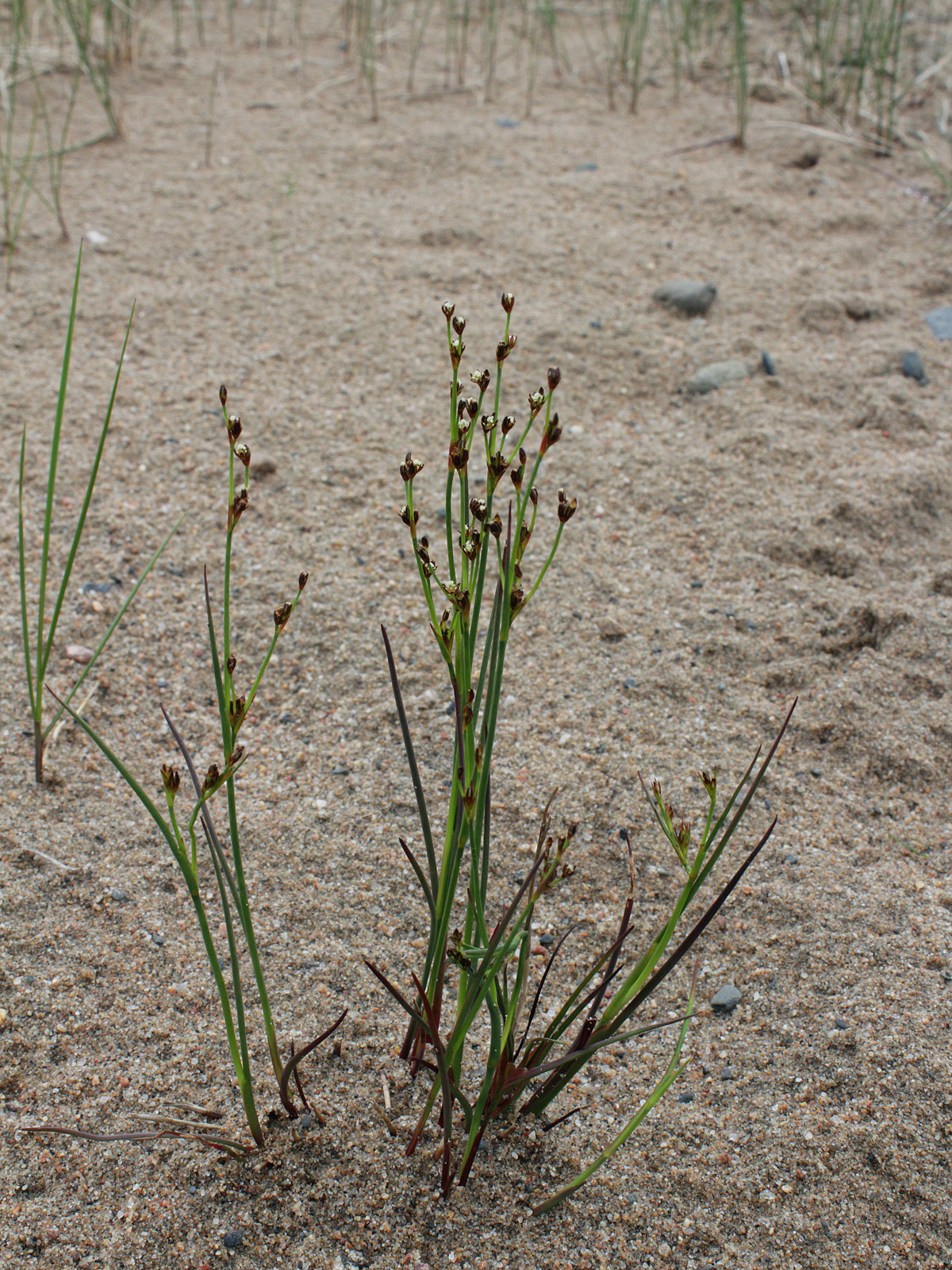
Rostlina v písku

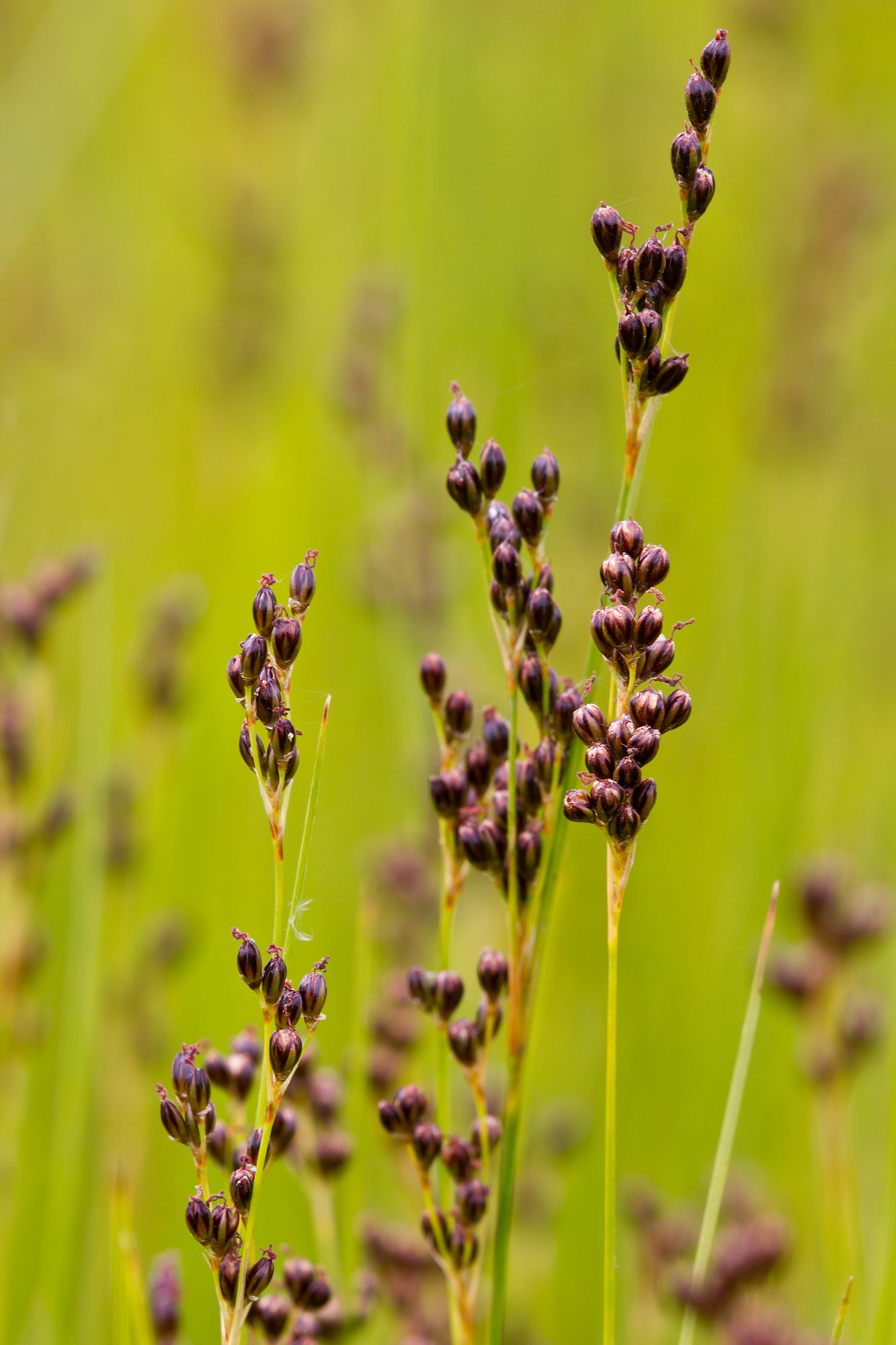
Květenství

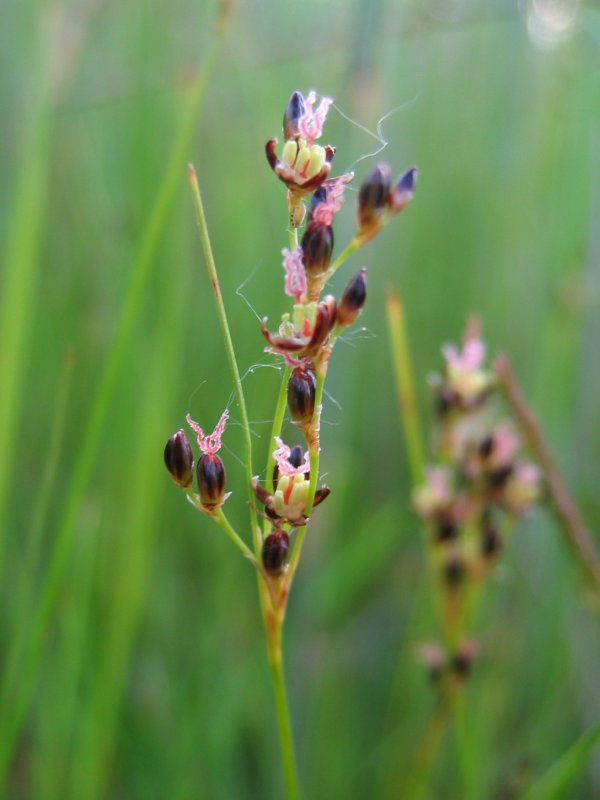
Rozkvetlé květy

Sítina Gerardova (Juncus gerardii) je sytě zelená, vytrvalá bylina rostoucí na vlhkých, slaných loukách, je považována za indikátor zasolených půd. Vyrůstá v trsech, může být vysoká do 50 cm a kvete během léta deseti až třiceti drobnými červenohnědými květy sestavenými do mnoha květenství kruželů. Je v Česku sice původní druh, ale postupně se vyskytuje stále méně a méně často a vážně ji hrozí vymizení.
Vědecké jméno rodu Juncus pochází ze staršího slova „jungere“ značící svázat, spojit, protože stonky sítin byly pro svou pevnost a ohebnost používané jako vázací materiál. Druhové jméno gerardi je pojmenování na počest anglického botanika Johna Gerarda z přelomu 16. a 17. století.

## Rozšíření
Rostlina se roztroušeně vyskytuje v převážné části pevninské Evropy, včetně Skandinávského a Pyrenejského poloostrova, Britských ostrovů i celého Středomoří. Její areál dále pokračuje východním směrem přes evropské Rusko až na východní Sibiř, s odbočkami do jihozápadní Asie, Mongolska i severozápadní Číny. Na rozlehlém prostoru se jako původní druh vyskytuje i na severoamerickém kontinentu. Roste na východě i západě jižní Kanady a dále asi v polovině států rozkládajících se v severní části Spojených států amerických. Pravděpodobně lidským přičiněním byla zavlečena do jižní Austrálie i na ostrovy Nového Zélandu. Nevelká arela druhu se nachází na severovýchodě Afriky. Častokrát zdomácněla na místech s brakickou vodou nebo u slaných či alkalických jezer.
V České republice je sítina Gerardova vzácná, objevuje se pouze ojediněle ve středních a západních Čechách nebo na jižní Moravě, kde ji lze spatřit od nížin až po pahorkatiny.

## Ekologie
Tento hemikryptofyt patří mezi halofyty, které jsou částečně vázané na půdy se zvýšeným obsahem soli. Vyskytuje se na vlhkých loukách, pastvinách a slaniskách, v okolí vývěrů minerálních vod s vysokým obsahem solí nebo na slaných bažinatých místech těsně nad hranicí mořského přílivu. Rostliny částečně preferují podmáčené půdy, avšak nesnášejí dlouhodobě záplavená stanoviště. Nejlépe prospívají v půdách písčitých či hlinitých, jež bývají průběžně vlhké. Chladnější období v pozdním jaru je u sítiny Gerardovy považováno za stimulant kvetení. Byliny kvetou v letních měsících, zpravidla průběžně od června do září. Počet chromozomů je 2n = 84.
Tento druh lze často nalézt na stanovištích, která jsou vystavena pravidelné pastvě. Byliny tolerují salinitu půdy jen po určitou mez, její nadměrné zvýšení snižuje klíčení semen, způsobuje živoření mladých sazenic a omezuje růst a kvetení již existujících rostlin. Jako zvláštnost je uváděna skutečnost, že může růst v půdě se současně zvýšenou koncentrací solí železa a manganu, ale nesnáší vyšší množství soli samotného železa nebo jen manganu.

## Popis
Vytrvalá, trávě podobná, volně trsnatá rostlina s plazivým podzemním oddenkem, která je vysoká od 10 po 50 cm a má přímé tenké, ale pevné lodyhy, které jsou oblé či slabě zploštělé. Lodyha je střídavě porostlá čtyřmi až pěti listy, jež mají zelené pochvy s oušky se suše blanitými okraji. Listy vyrůstají v dolní části lodyhy, bývají dlouhé 10 až 30 cm a široké do 2,5 mm, ploché či slabě kýlnaté, po obvodě jsou celistvé a nejvyšší list je asi třikrát delší než jeho pochva. Plodné výhony nesoucí květenství jsou u starších rostlin vyšší než výhonky sterilní. S příchodem zimního období listy hnědnou a odumírají.
Květenství je řídký, vrcholový kružel, jehož listen podobný listu bývá stejně dlouhý či kratší než květenství. Kružel je dlouhý 5 až 10 cm, bývá tvořen dvěma až čtyřmi hlavními větvemi a mívá pět až sto dvacet oboupohlavných květů sestavených do volných jednostranných vrcholíků. Na vrcholu lodyhy je terminální květenství, jeho listen roste směrem vzhůru a květenství přerůstá. Listence květů jsou vejčité, asi 1,5 mm dlouhé a kaštanově až tmavě hnědé. Téměř stejně jsou zbarvené i vejčité blanité okvětní lístky, kterých je šest, rostou ve dvou přeslenech a jsou velké 2,5 × 3,5 mm. V květu je ve dvou kruzích šest tyčinek s prašníky, spodní semeník vzniklý ze tří plodolistů a jedna čnělka s třílaločnou bliznou, která bývá opylována pylem přinášenym větrem.
Plod je trojpouzdrá, eliptická, kaštanově hnědá tobolka velká 2,5 až 3,5 mm. Samovolně pukající tobolka obsahuje tři i více zahrocených, eliptických semen dlouhých asi 0,6 mm a širokých 0,3 mm, která po navlhnutí slizovatí. Za sucha jsou roznášená větrem, za vlhka se lepí na peří ptáků či srst zvířat, po dešti je na delší vzdálenosti odplavuje voda.

## Rozmnožování
Nové rostliny mohou vznikat pohlavním nebo vegetativním rozmnožováním. Při pohlavním vzcházejí ze semen na nezastíněných místech, na kterých nejsou potlačované v konkurenčním boji o světlo i vláhu. Mladé semenáče, zajišťující šíření na větší vzdálenost, se objevují na jaře od března po červen, později v létě se nedostatek vody stává limitujícím faktorem jejich dalšího růstu. Vegetativně se rostliny rozšiřují rozrůstáním oddenků a vytvářejí tak okolo mateřské rostliny klonální populace.

## Význam
Hustá síť kořenů a oddenky pomáhají rostlině přežít letní sucho a působí na půdu silně protierozně. Na oddencích se nachází mnoho prospěšných bakterií, které mohou být užitečné při čištění odpadních vod, například v kořenové čistírně.
Rostliny se také vysazují do ozdobných zahrad k jezírkům i jako součást záhonů vlhkomilných rostlin. V případě nedostatku kvalitnější píce je v přírodě sítina spásána dobytkem, koňmi i ovcemi, jakož i lesními býložravci. Semena poskytují potravu mnoha drobným ptákům, kořeny a oddenky se živí různí hlodavci.

## Ohrožení
Sítina Gerardova je v české přírodě stále více a více ohrožována likvidaci původních stanovišť. Tyto vlhké, zasolené, nevýdělečné pozemky jsou na mnoha místech odvodňovány a po vysušení bývají intenzivně zemědělsky obhospodařovány, nebo se využívají ke stavební činnosti. V Česku je proto pro zvýšení naděje na její záchranu zařazena v „Červeném seznamu ohrožených druhů České republiky“ z roku 2017 mezi rostliny kriticky ohrožené (C1t). Z celosvětového pohledu je však sítina Gerardova rozšířena na tak velké ploše, že je IUCN považována za málo dotčený taxon (LC).